# Den digastriske muskel
Den digastriske muskel (latin: musculus digastricus), er en muskel i kæben hos mennesker og flere andre pattedyr, som hæver hyoidbenet, sænker underkæben og hjælper med at åbne munden.